# Wysocko (województwo dolnośląskie)
Wysocko (niem. Hohendorf) – wieś w Polsce położona w województwie dolnośląskim, w powiecie złotoryjskim, w gminie Złotoryja.

## Podział administracyjny
W latach 1975–1998 miejscowość należała administracyjnie do województwa legnickiego.

## Zabytki

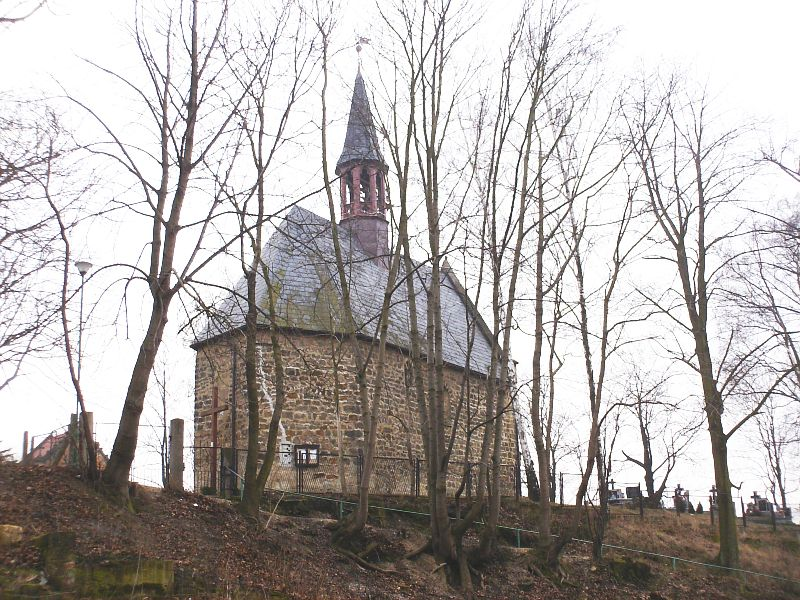
Kościół pw. św. Jadwigi

Do wojewódzkiego rejestru zabytków wpisane są:
- kościół filialny pw. św. Jadwigi, z XV w.
- cmentarz przykościelny